# Kazuki Sakuraba

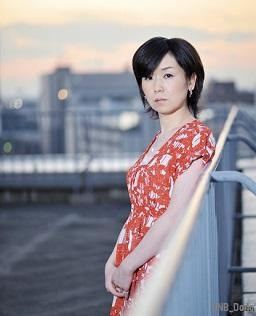
Kazuki Sakuraba

Kazuki Sakuraba (japanisch 桜庭 一樹, Sakuraba Kazuki; * 26. Juli 1971 in Shimane (島根県)) ist eine japanische Schriftstellerin. Sie schreibt Romane.

## Leben
Sakuraba wuchs im Westen Japans auf, in Yonago (米子市) in der Präfektur Tottori (鳥取県, Tottori-ken). Als sie in der Grundschule war, versuchte sie zum ersten Mal, einen Roman zu schreiben. Sie graduierte von der Yonago Higashi Oberschule und las nach eigenen Angaben ständig Bücher. Später zog sie zum Studium nach Tokio. Als Studentin machte sie erste weniger erfolgreiche Schreibversuche, las viel und jobbte nebenbei. Parallel zu ihrem Geburtsnamen hat sie auch unter dem männlichen Namen Sakuramaru Yamada (japanisch 山田桜丸 Yamada, Sakuramaru) veröffentlicht, um, wie sie selbst sagte, von ihrer Leserschaft vorurteilsfrei betrachtet zu werden.

## Werk und Rezeption
Nach ersten Schreibversuchen erhielt Sakuraba 1993 den DENIM New Writer Preis (DENiM ライター新人賞, DENiM raitā shinjin-shō). Ihren Durchbruch hatte sie mit sogenannten Light Novels (ライトノベル raito noberu) der Gosick-Serie, die in Japan zu Bestsellern wurden. Die Light Novel ist eine Gattung, die für eine junge Leserschaft geschrieben wird und stark von Mangas und Figuren aus dem Anime beeinflusst ist, was sich auch an den Bucheinbänden erkennen lässt, die oft Manga- oder Anime-Figuren zeigen. Im Mittelpunkt von Gosick steht die jugendliche Detektivin Victorique. Gosick wurde auch als Anime-Verfilmung im Fernsehen gezeigt. Die Serie und auch andere ihrer Bücher zählen zwar zu den Krimis, Literaturkritiker bemängeln aber, dass kriminelle Elemente eher als Verzierung des Erzählstoffs dienen, statt im Mittelpunkt zu stehen.
Sakurabas Roman Watashi no Otoko (Mein Mann) greift eine Lolita-Problematik auf. Es wird die Beziehung zwischen einer jungen Frau und ihrem Stiefvater geschildert. Der Roman wurde erst in einem Magazin als Lese-Serie veröffentlicht, dann als Buch und 2014 von Kazuyoshi Kumakiri verfilmt. Der entstandene Film My Man erhielt 2014 den Goldenen Georg auf dem 39. Internationalen Filmfestival Moskau und den japanischen Filmpreis 69. Mainichi Film Award. Kritisiert wurde das Buch dafür, dass in der Beziehung des Paares weniger das Thema Kindsmissbrauch, sondern vielmehr die inzestuöse Beziehung thematisiert wird.
Der auch ins Deutsche übersetzte Roman Akakuchoba-ke no densetsu (Das Haus der roten Töchter) ist ein Generationenroman, der in Sakurabas Heimat Tottori spielt, beginnend in den 1950er Jahren. Die dargestellten drei Generationen, Großmutter, Mutter und Tochter, erleben wichtige Epochen in der japanischen Nachkriegsgeschichte; das Buch ist „eine aufschlussreiche Mentalitäts- und Zeitgeschichte der japanischen Nachkriegsdekaden“, wie eine Kritikerin schreibt.
Ihre Bücher wurden mehrfach in andere Sprachen übersetzt.

## Auszeichnungen
2008 erreichte Sakuraba für Akakuchiba-ke no densetsu den siebten Platz beim Großen Preis der Buchhändler und den neunten Platz für Watashi no otoko. Akakuchiba-ke no densetsu erhielt im selben Jahr auch den 60. Preis der Mystery Writers of Japan (日本推理作家協会賞 Nihon Suiri Sakka Kyōkai Shō).
2007 bekam ihr Roman Watashi no otoko den Naoki-Preis, für den Akakuchiba-ke no densetsu ebenfalls nominiert war.

## Veröffentlichungen (Auswahl)

### Gosick-Serie
- 2003 GOSICK - (ゴシック) - Goshikku
- 2004 GOSICK II - (ゴシック・その罪は名もなき) - Goshikku: Sono Tsumi wa Namonaki
- 2004 GOSICK III - (ゴシック・青い薔薇の下で) - Goshikku: Aoi Bara no Shita de
- 2005 GOSICK IV - (ゴシック・愚者を代弁せよ) - Goshikku: Kuja o Daiben Seyo
- 2005 GOSICKs - (ゴシックエス・春来たる死神) - Goshikkuesu: Haru Kitaru Shinigami
- 2005 GOSICK V - (ゴシック・ベルゼブブの頭蓋) - Goshikku: Beruzebubu no Zugai
- 2006 GOSICKs II - (ゴシックエス・夏から遠ざかる列車) - Goshikkuesu: Natsu kara Toozakaru Ressha
- 2006 GOSICK VI - (ゴシック・仮面舞踏会の夜) - Goshikku: Kamen Butōkai no Yoru
- 2007 GOSICKs III - (ゴシックエス・秋の花の思い出) - Goshikuesu: Aki no Hana no Omoide
- 2011 GOSICK VII - (ゴシック・薔薇色の人生) - Goshikku: Barairo no Jinsei
- 2011 GOSICKs IV - (ゴシックエス・冬のサクリファイス) - Goshikkuesu: Fuyu no Sakurifaisu
- 2011 GOSICK VIII - (ゴシック・神々の黄昏) - Goshikku: Kamigami no Tasogare

### Romane
- 2004 Suitei Shōjo (推定少女) Geschätztes Mädchen, Roman
- 2004 Satōgashino dangan ha uchinukenai (砂糖菓子の弾丸は撃ちぬけない) Ein Lutscher und eine Kugel, Krimi
- 2006 Akakuchiba-ke no densetsu (赤朽葉家の伝説), Roman
  - Das Haus der roten Töchter aus dem Englischen übersetzt von Marie Rahn, Wilhelm Heyne Verlag München 2019, ISBN 978-3-453-42297-1.
- 2007 Watashi no otoko (私の男) Mein Mann, Roman